# Programma 101

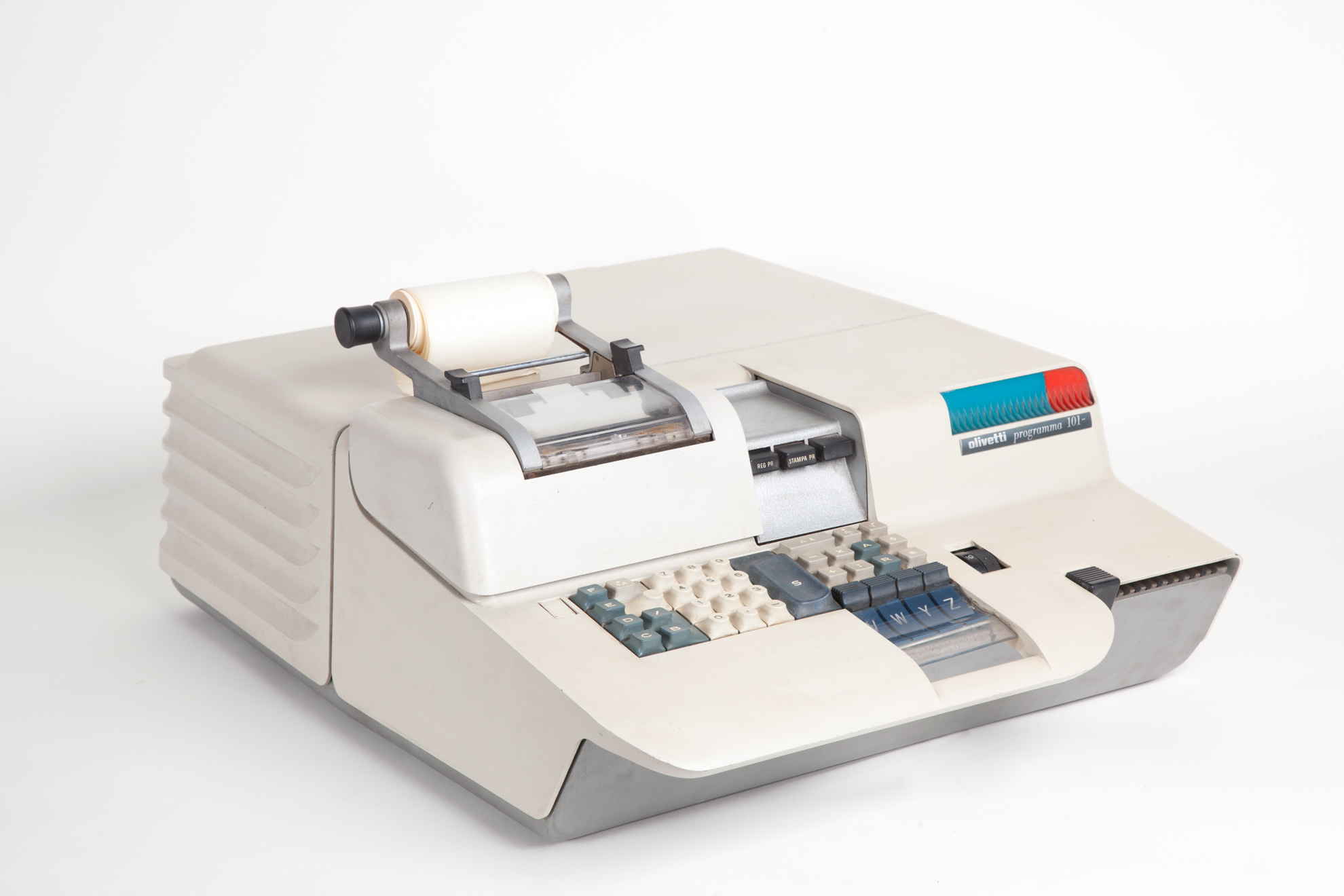
Programma 101

Programma 101 je programovatelný kalkulátor vyvinutý v roce 1965 společností Olivetti, týmem inženýra Perotta. Je považován za vůbec první programovatelný kalkulátor. Má 10 paměťových registrů a dovoluje uložit programy na magnetické karty s kapacitou 120 bajtů.
Funkce:
- Sčítání, odčítání, násobení, dělení
- Druhá odmocnina
- Podmíněný a nepodmíněný skok